# クロマカリム
クロマカリム(Cromakalim)は、カリウムチャネルを開放する血管拡張薬である。活性型異性体は、レブクロマカリムである。ATP感受性カリウムチャネルに作用するため、膜の過分極の原因となる。血管の平滑筋を拡張して血圧を下げるため、高血圧の治療に用いられる。平滑筋細胞膜の過分極は、膜の電位を閾値から引き下げるため、励起して収縮させることを困難にする。